# Tamalaht
Tamalaht là một đô thị thuộc tỉnh Tissemsilt, Algérie. Dân số thời điểm năm 2002 là 7.493 người.